# Gephyromantis pseudoasper
Espèce
Synonymes
- Mantidactylus glandulosus Methuen & Hewitt, 1913
- Mantidactylus pseudoasper Guibé, 1974

Statut de conservation UICN

 LC  : Préoccupation mineure
Gephyromantis pseudoasper est une espèce d'amphibiens de la famille des Mantellidae.

## Répartition

Aire de répartition de Gephyromantis pseudoasper.

Cette espèce est endémique de Madagascar. Elle se rencontre du niveau de la mer jusqu'à 900 m d'altitude dans le nord de l'île.

## Étymologie
Cette espèce est nommée en référence à sa ressemblance avec Gephyromantis asper.

## Publication originale
- Guibé, 1974 : Batraciens nouveaux de Madagascar. Bulletin du Museum National d'Histoire Naturelle, sér. 3, Zoologie, vol. 171, p. 1169-1192 (texte intégral).